# ミュージック・サロン
NTT西日本 ミュージック・サロン（エヌ・ティ・ティにしにほん ミュージック・サロン）は、FM FUKUOKAで放送されているラジオ番組。NTT西日本の一社提供。1983年に放送開始。
なお、ジングル、ならびに公式サイトでは「NTT西日本 presents MUSIC SALON」（エヌ・ティ・ティにしにほん プレゼンツ ミュージック・サロン）と呼称される。

## 概要
当時は12:05 - 12:30で放送されていた。のちにFM Nagasakiへネットされるようになり、現在の時間帯へと繰り上がっている。2016年4月の改編で『MORNING JAM』の放送時間拡大により、金曜のみとなった。
番組の核となるのは週替わりの特集であり、1つのテーマを設け、新旧洋邦問わない選曲とリスナーメッセージを紹介している。
- 恒例テーマ
  - 追悼アーティスト - お盆時期恒例。お盆時期からさかのぼって1年間の間に死去したアーティストの特集。
  - 九州でライヴをするアーティスト特集
  - オールリクエスト

1996年夏より、毎年7月 - 8月には「九州伝説リクエスト」を行っている。これは九州・沖縄8県を出身とするアーティストへの投票を募り、それをまとめて上位30組を発表する。グループでもEXILEやAKB48など、全メンバー中1人以上九州出身がいれば対象となる。ただし、通常とはリクエスト方法が異なり、メールアドレスでは受け付けず公式に設置された特設サイトからの応募になる。
番組の最後には"Let's Internet!"と題した「リスナーのインターネット利用法」を募ったものを紹介するか、"Amenity Information"と題した「NTT西日本からのお知らせ」を放送している。
なお、放送開始当時は日本電信電話公社（電電公社）の提供であり「でんでん ミュージック・サロン」というタイトルだったが、1985年4月の日本電信電話（NTT）への民営化の際に「NTT ミュージック・サロン」（エヌ・ティ・ティ ミュージック・サロン）というタイトルとなった。1999年7月1日にNTTは持株会社化され地域会社2社と長距離会社に再編成されこのエリアでは西日本電信電話株式会社が設立されたこともあり、改題された。
2019年3月29日の放送を持って、FM Nagasakiでの36年の長きに渡っての放送を終了した。翌週以降はFM FUKUOKAのみでの放送となった。

## パーソナリティ
- 池田美保（現在9代目）